# Флоріанський псалтир

Флоріанський псалтир

Флоріанський псалтир (пол. Psałterz floriański) — псалтир, що походить з кінця XIV століття. Іноді його також називають Псалтирем Ядвіги. Загальноприйнята назва походить від назви монастиря святого Флоріана, що в Австрії, де він був знайдений. На даний момент знаходиться в Національній бібліотеці у Варшаві.

## Історія пам'ятки
Псалтир написаний трьома мовами — латиною, польською та німецькою. Текст записаний на 296 пергаментних листках. Знайдений був у 1827 році, а переданий до Польщі в 1931 році.
Перше видання псалтиря відбулося у 1834 році у Відні завдяки старанням польського видавця Станіслава Яна Борковського (пол. Stanisław Jan Borkowski). Польською ж мовою псалтир був виданий друком у 1939 році у Львові.
З походженням цієї пам'ятки пов'язано багато загадок. Численні мініатюри та ініціали говорять про те, що він був призначений для когось з королівської сім'ї, швидше за все, для жінки з роду Анжу, Маргарити, Марії або Ядвіги. Вважається, що псалтир був написаний для королеви Ядвіги.

## Композиція та стиль
Текст складається з трьох частин:
- перша, псалми 1-101 (імовірно, копія рукопису XIII століття)
- друга, псалми 102–106
- третя, псалми 107–150

Перша частина була написана у кінці XIV століття, а дві інші — в XV столітті.
Правопис першої частини псалтиря порівняно простіший і однорідніший за правопис другої та третьої частин, у яких можна віднайти численні запозичення з чеської мови. В правописі, як і в граматичних формах, псалтир багато в чому наслідує Свентокшиські проповіді.
Написаний псалтир в урочистому стилі, який тоді використовували при написанні біблійних та літургійних текстів. Для того щоб книга мала виразніший вигляд, то деякі слова підкреслено червоною, інколи блакитною фарбою. Також псалтир оздоблено рослинними та звіриними орнаментами.